# Paraphrynus
Paraphrynus is een geslacht van de zweepspinnen (Amblypygi), familie Phrynidae. Het geslacht bestaat uit 19 nog levende soorten.

## Soorten
- Paraphrynus azteca - (Pocock, 1894)[2]
- Paraphrynus baeops - Mullinex, 1975
- Paraphrynus chacmool - (Rowland, 1973)
- Paraphrynus chiztun - (Rowland, 1973)
- Paraphrynus cubensis - Quintero, 1983
- Paraphrynus emaciatus - Mullinex, 1975
- Paraphrynus grubbsi - Cokendolpher & Sissom, 2001
- Paraphrynus intermedius - (Franganillo, 1926)
- Paraphrynus laevifrons - (Pocock, 1894)
- Paraphrynus macrops - (Pocock, 1894)
- Paraphrynus mexicanus - (Bilimek, 1867)
- Paraphrynus pococki - Mullinex, 1975
- Paraphrynus raptator - (Pocock, 1902)
- Paraphrynus reddelli - Mullinex, 1979
- Paraphrynus robustus - (Franganillo, 1931)
- Paraphrynus subspinosus - Franganillo, 1936
- Paraphrynus velmae - Mullinex, 1975
- Paraphrynus viridiceps - (Pcocok, 1894)
- Paraphrynus williamsi - Mullinex, 1975